# Браян Краузе
Браян Джеффрі Краузе (англ. Brian Jeffrey Krause, англ. вимова: [kraʊs], нім. вимова: [ˈkʁaʊzə]; нар. 1 лютого 1969, Ель-Торо) — американський актор. Найбільш відомий за роллю Лео Ваєтта в телесеріалі «Усі жінки — відьми». Знімався в фільмах «Повернення до блакитної лагуни», «Сновида» і «2012: Наднова» та з'являвся в епізодичних ролях в багатьох телесеріалах.

## Біографія

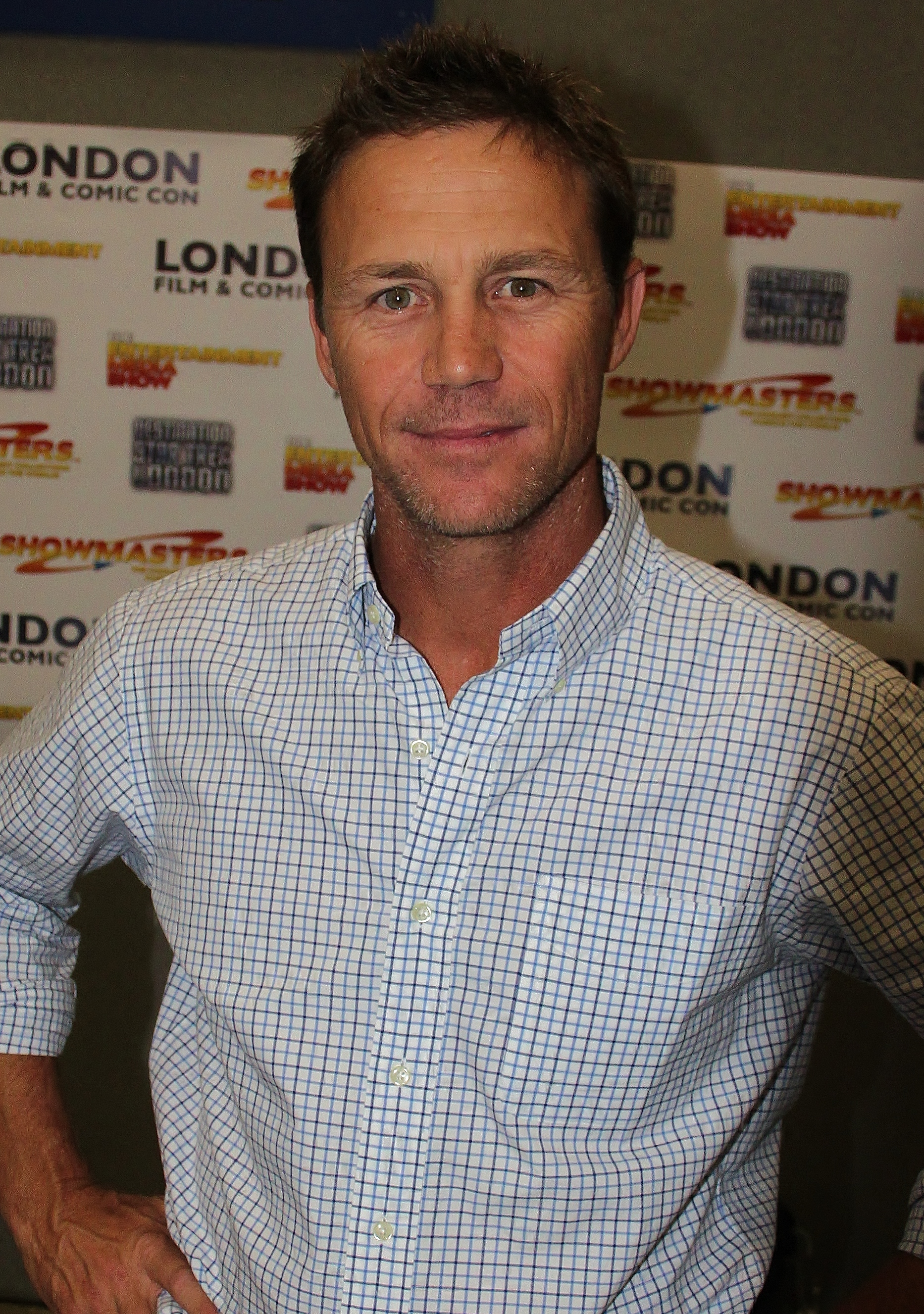
Краузе в 2012 році

Народився в Ель-Торо (нині Лейк-Форест), Каліфорнія, в сім'ї Аліси та Джеффа Краузе. У нього є брат на ім'я Патрік. Взяв свій перший курс акторської майстерності під час навчання в молодшій школі. У підлітковому віці займався карате і відвідував середню школу Ель Торо, яку закінчив у 1987 році. Продовжив освіту в коледжі Orange Coast.
Перш ніж стати актором, заробляв підробітками, зокрема розвозив пиріжки на вантажівці і працював майстром з монтажу гіпсокартону.
Дебютував у кіно в ролі Річарда Лестранжа у фільмі «Повернення до блакитної лагуни».
Відомий в основному завдяки ролі Лео Ваєтта в американському телевізійному серіалі «Усі жінки — відьми», хоча початково пробувався на роль детектива Енді Трюдо. Актор знявся у восьми сезонах серіалу, загалом з'являючись в 154 серіях.
Знімався у фільмі «2012: Наднова».

## Особисте життя
Браян був одружений із акторкою Бет Брюс. В 1996 році в них народився син Джеймен. У 2001 році Браян та Бет розлучились.

## Вибіркова фільмографія
| Рік       |   | Назва українською              | Назва мовою оригіналу     | Роль            | Примітки                    |
| --------- | - | ------------------------------ | ------------------------- | --------------- | --------------------------- |
| 1991      | ф | Повернення до блакитної лагуни | Return to the Blue Lagoon | Річард          |                             |
| 1992      | ф | Сновида                        | Sleepwalkers              | Чарльз Брейді   |                             |
| 1993      | с | Байки зі склепу                | Tales from the Crypt      | Текс Крендалл   | Епізод: «House of Horror»   |
| 1995      | с | Вокер, техаський рейнджер      | Walker, Texas Ranger      | Біллі Крамер    | Епізод: «Collision Course»  |
| 1995      | ф | Оголені душі                   | Naked Souls               | Едвард          |                             |
| 1998      | ф | Знайти роботу                  | Get a Job                 | Майк            |                             |
| 1998-2006 | с | Усі жінки — відьми             | Charmed                   | Лео Ваєтт       | 144 епізоди                 |
| 2007      | с | C.S.I.: Місце злочину Маямі    | CSI: Miami                | Роберт Віттен   | Епізод: «Cyber-lebrity»     |
| 2008      | с | Шукачка                        | The Closer                | Том Меррік      | Епізод: «Controlled Burn»   |
| 2008      | с | Божевільні                     | Mad Men                   | Кесс            | Епізод: «The Mountain King» |
| 2009      | ф | 2012: Наднова                  | 2012: Supernova           | Кельвін         |                             |
| 2010      | ф | Вирощування                    | Growth                    | Марко           |                             |
| 2010      | с | Касл                           | Castle                    | отець Аарон Лоу | Епізод: «Under The Gun»     |
| 2011      | ф | Сайрус: Розум серійного вбивці | Cypher                    | Роберт          |                             |
| 2013      | ф | Повстання близнюків            | Gemini Rising             | Пламмер         |                             |
| 2013      | ф | Посейдон Рекс                  | Poseidon Rex              | Джексон Шифер   |                             |
| 2018      | с | Династія                       | Dynasty                   | Джордж          | Епізод: «The Butler Did It» |
| 2021      | ф | Завантажено                    | Uploaded                  | Капітан Ортіс   |                             |
| 2022      | ф | Підвал                         | Basement                  | Джейк           |                             |